# Narcís Oller
Oller  Moragas est un nom espagnol. Le premier nom de famille, en général paternel, est Oller ; le second, en général maternel, souvent omis, est Moragas.
Narcís Oller i Moragas, né le 10 août 1846 à Valls et mort le 26 juillet 1930 à Barcelone, est un écrivain et poète espagnol de langue catalane.
Influencé par le réalisme et le naturalisme, il doit sa première notoriété à Émile Zola qui préface en 1882 la traduction française du roman de Narcís Oller Le Papillon. Oller est également lui-même traducteur, depuis le russe et le français ; il traduit notamment Isaac Pavlovski, Léon Tolstoï, Carlo Goldoni, Alexandre Dumas.

## Biographie
Après la mort de son père à l'âge de 2 ans, il s'en va vivre ave sa mère dans la maison de sa famille maternelle les Moragas, une des familles les plus importantes de Valls. Plus tard il fait des études de droit à Barcelone, qu'il finit en 1871.  
Il travaille en tant que fonctionnaire de la députation de Barcelone et devient procureur, profession qu'il exercera presque jusqu'à sa mort.
En 1877 il décide de changer de langue d'écriture : "Je me suis finalement rendu compte qu'entre l'écrivain et sa langue maternelle il y a un lien si étroit qu'il n'y a pas de substitution possible", écrit-il dans ses Mémoires littéraires en se remémmorant cette époque. 
Plusieurs facteurs sont à l'origine de cette décision, notamment l'impact des Jocs Florals et sa participation à des groupes littéraires tels que celui de la Reneixança. 
Oller n'utilise pas seulement le catalan pour des raisons politiques, mais aussi pour des raisons purement littéraires. 
A la fin des années 1870 il commence à lire Emile Zola. 
Oller était admiré par ses contemporains espagnols (Galdos, Pereda). Ces derniers insistaent pour qu'il écrive en castillan. Oller a toujours refusé. 

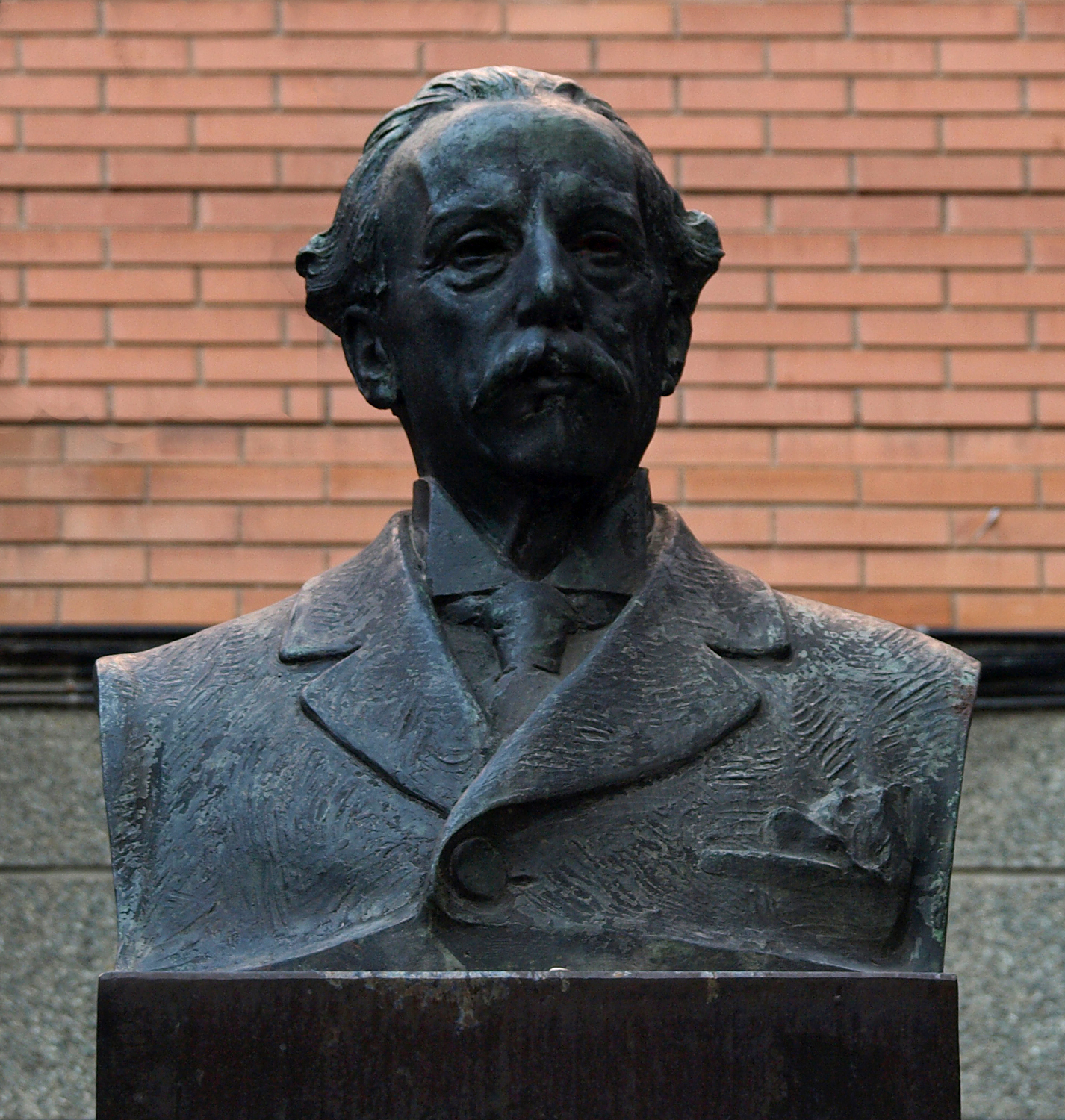

## Œuvres
- El pintor Rubio, 1876
- Un viaje de placer, 1868
- Croquis del natural, 1879
- La papallona, 1882
- L'escanyapobres, 1884
- Vilaniu, 1885
- La febre d'or, 1890-1892
- La bogeria, 1898
- Teatre d'aficionats, 1900
- Pilar Prim, 1906
- Rodamons, 1907
- Renyines d'enamorats, 1926